# Kóstas Papakóstas
Kóstas Papakóstas (grec moderne : Κώστας Παπακώστας), né le 12 novembre 1939 à Agía Triás, et mort le 21 septembre 2015 à Nicosie, est un militaire et un homme politique chypriote.

## Biographie
Membre de l'EOKA, la résistance armée contre l'occupant britannique, de 1955 à 1959, il entre dans l'armée chypriote en 1966. Il atteint le rang de colonel et prend sa retraite en 1984.

### Politique
En 1996, il est élu député du district de Famagouste pour le Parti progressiste des travailleurs (AKEL). Il est réélu en 2001 et en 2006.
En 2008, il est nommé ministre de la Défense. Le 11 juillet 2011, la base navale Evangelos Florakis est le théâtre d'une gigantesque explosion accidentelle qui cause la mort de 13 personnes, dont le capitaine Andreas Ioannides, chef de la Marine chypriote. Papakóstas démissionne immédiatement.
En juillet 2013, il est condamné à cinq ans de prison pour homicides en raison de la présence sur le site d'explosifs dangereux,,.